# Kulturně specifické poruchy
Kulturně specifické poruchy jsou psychiatrická či psychosomatická onemocnění vyskytující se pouze v určité kultuře či společnosti. Často jsou popisovány pod názvem kulturně vázané psychiatrické syndromy.

## Označení
V českém prostředí se nejedná o příliš populární téma a nemá proto jeden ustálený název. Můžeme se setkat s názvy jako kulturně podmíněné nemoci, kulturně vázané psychiatrické syndromy či kulturně podmíněné syndromy. Tyto poruchy bývaly v minulosti nazývány hysterickými symptomy, v současnosti se častěji označují za disociativní poruchy.
V angličtině je toto téma hojně publikované a nejčastěji se můžeme setkat s názvem Culture-bound syndroms.

### Vymezení
Kulturně specifické poruchy jsou v daných kulturách známé a uznávané coby nemoci, ale v jiných kulturách se nevyskytují, lidé z jiných kultur s nimi nejsou obeznámeni a nepovažují je za nemoc.
Mezi kulturně podmíněné nemoci se nepovažují objektivní somatické nemoci či abnormality, způsobené např. vlivem prostředí, genetiky či etnickými rituály.
Tyto nemoci jsou obvykle, alespoň zpočátku, léčeny tradiční lidovou medicínou.
Kulturou jsou ovlivněny i jiné nemoci, jejich výskyt v populaci, projevy i prognóza, a je nutné těmto kulturním odlišnostem přizpůsobit léčbu, ale nejsou považovány za kulturně vázané nemoci. „Každá kultura má specifické pojetí zdraví, nemoci a lékařské péče.“ Toto je jeden z důvodů, proč se v různých zemích liší prevalence značného počtu nemocí, avšak známé nemoci, jejímž výskytem je určitá kultura známá či typická, nejsou kulturně specifické poruchy, stejně jako nemoci, které se naopak v jistých kulturách nevyskytují. Například se za kulturně podmíněné nemoci dají považovat mentální anorexie a mentální bulimie v tom smyslu, že se nedají pochopit mimo svůj specifický kulturní kontext a jsou jím do značné míry ovlivněny, mezi kulturně specifické poruchy, o nichž pojednává tento článek, se ale neřadí.

## Medicínské hledisko
Kulturně specifické nemoci bývají zpochybňován skupinami psychiatrů, antropologů a historiků po celém světě. Podle těchto kritiků jsou kulturně specifické nemoci dnes již zastaralým přežitkem. Řeší se především otázky, do jaké míry mentální nemoci odráží kulturu, ze které vyvstávají. Rozdíly jsou ve vnímání kulturně specifických poruch mezi antropology a psychiatry. Antropologové mají tendenci zdůrazňovat spíše relativistické a kulturně specifické aspekty syndromů, zatímco psychiatři tíhnou spíše k univerzálnímu a neuropsychologickému vysvětlení.
Podle jiných názorů může ve skutečnosti existovat mnohem více kulturně specifických poruch. Některé syndromy obsažené v kategoriích DSM-IV, jako například chronický únavový syndrom nebo disociativní porucha identity, nejsou totiž v mnoha zemích známy. Jelikož však DSM-IV byl vytvořen americkou společností, kde jsou tyto syndromy obecně známy, jsou zařazeny v běžných kategoriích a do kulturně podmíněných syndromů nespadají.

## Klasifikace
Jednotlivé kulturně specifické poruchy popisuje pod pojmem kulturně vázané syndromy (culture-bound syndrome) především DSM-IV, kde mají svou vlastní kapitolu mezi přílohami. Jsou zde charakterizovány jako opakující se, lokálně specifické vzorce aberantního chování a zkušenosti, které nemusí být přímo spojeny s konkrétní DSM-IV diagnostickou kategorií. Mnohé z těchto vzorců jsou místními považovány za nemoci nebo za utrpení a většina má místní jméno. Přestože běžná onemocnění můžeme zařadit do některé z kategorií DSM-IV, konkrétní symptomy, průběh a reakce okolí jsou velmi často ovlivněny místními kulturními faktory. V porovnání s tímto jsou kulturně vázané syndromy obecně vymezeny pro určitou společnost nebo kulturní oblast.
Zřídka najdeme pouze jednu diagnózu v DSM ekvivalentní ke kulturně vázanému syndromu. Aberantní chování, které může být diagnostikujícím zařazeno do několika DSM kategorií, mohou místní lidé zahrnout do jedné a projevy, které zahrneme dle DSM do jedné kategorie, může místní lékař roztřídit. Navíc některé podmínky a poruchy již jsou koncipovány jako kulturně vázané syndromy specifické pro industrializovanou společnost (např. mentální anorexie, disociativní porucha identity), jelikož se v jiných společnostech vyskytují zřídka. Také bychom neměli zapomínat na subkultury menšin v industrializovaných společnostech, mezi kterými se mohou vyskytovat kulturně vázané syndromy.
DSM-IV také uvádí seznam některých kulturně vázaných syndromů, se kterými se lze setkat v klinické praxi v Severní Americe a data naznačují, že by měly být zváženy při formulaci diagnózy. Několik z nich je uvedeno níže.
V nejnovější verzi DSM-5 již kulturně vázané syndromy nemají samostatnou kategorii a jsou popsány především jako kulturní koncepty distresu. V MKN-10, která je v Evropě používanější, jsou sice kulturně specifické poruchy zmíněny, avšak detailnější rozpracování chybí a uvažuje se, zdali je zařadit do příští verze.

## Seznam podle DSM-IV
Následující tabulka ukazuje seznam kulturně vázaných syndromů s krátkým popisem vycházejícím z DSM-IV a jejich lokalizací.
| Název                         | Lokace                                                                | Stručný popis |
| ----------------------------- | --------------------------------------------------------------------- | --- |
| amok                          | Malajsie, Laos, Filipíny, Polynésie, Papua Nová Guinea, Portoriko     | Po období sklíčení následuje agresivní a násilné chování, příhoda je doprovázena amnézií, automatismy, vyčerpáním a poté následuje navrát do normálu. Postihuje pouze muže. |
| ataque de nervios             | Karibik, Latinská Amerika                                             | Symptomy zahrnují nekontrolovatelný křik, záchvaty pláče, třes, horko na hrudi zasahující i hlavu a slovní i fyzickou agresi. Hlavním znakem je pocit, že se jedinec nedokáže ovládat. Často nastává po stresující události v rodině.                                                                |
| bills a colera                | Latinská Amerika                                                      | Silné prožitky hněvu a zuřivosti, které narušují harmonii těla. Symptomy zahrnují třes, bolest hlavy, napětí, křik, žaludeční potíže a v několika případech i ztrátu vědomí. Může vyústit v chronickou únavu.                                                                                        |
| boufée delirante              | Západní Afrika, Haiti                                                 | Náhlé propuknutí nervózního a agresivního chování doprovázené zmatením a psychomotorickým vybuzením. |
| brain fag                     | Západní Afrika                                                        | Postihuje studenty v důsledku školních povinností. Studenti mají problémy se soustředěním, pamětí a uvažováním. Často svůj mozek popisují jako „vyčerpaný“. Somatické příznaky obsahují bolest, napětí, tlak, pocit horka a rozostřené vidění. Může vyústit v úzkost, depresi a somatoformní poruchy |
| dhat                          | Indie                                                                 | Úzkost a hypochondrické obavy spojené s výtokem spermatu, močí zbarvenou do běla a pocity slabosti a vyčerpání. |
| falling-out nebo blacking out | jih Spojených států, Karibik                                          | Náhlý kolaps, který se přihodí bez varování nebo následuje po pocitech závratě. Oči postiženého obvykle zůstávají otevřené, ale osoba si ztěžuje na ztrátu zraku. Sluch a chápání zůstávají zachovány, nemůže se hýbat.                                                                              |
| ghost sickness                | americké indiánské kmeny                                              | Nemocný je posedlý smrtí nebo zesnulým/i, jež jsou považovány za zdroj nemoci. Projevuje se slabostí a vyčerpáním, nechutenstvím a zažívacími problémy, popřípadě závratěmi a omdléváním či pocitem dušnosti. Z psychických symptomů poruchami spánku, halucinacemi a zmateností.                    |
| hwa-byung (wool-hwa-byung)    | Korea                                                                 | Neschopnost čelit svému vzteku vůči nespravedlivým podmínkám. Projevuje se depresemi, výbuchy vzteku, han – smutnou náladou a nejrůznějšími dalšími symptomy. |
| koro                          | Malajsie                                                              | Strach ze ztráty penisu, postižený má pocit, že se mu penis zanořuje zpátky do těla. Často věří, že je to smrtelá choroba. Panické záchvaty, strach z přibližující se smrti a ztráty sexuální síly. Ojediněle se objevuje i v západním světě.                                                        |
| latah                         | Malajsie, Indonésie                                                   | Nedobrovolnné imitování, automatická poslušnost a echopraxie u žen středního a vyššího věku. |
| locura                        | Latinská Amerika                                                      | Označuje několik forem chronické psychózy, která se přisuzuje zděděné nízké odolnosti, velkému množství životních obtíží nebo kombinaci obou. Symptomy zahrnují mj. zrakové a sluchové halucinace, neschopnost dodržovat pravidla sociální interakce, nepředvídatelnost a možné násilí.              |
| mal de ojo                    | Středomoří                                                            | Lze přeložit jako uhrančivé oko. Postihuje zejména děti, které posléze bezdůvodně pláčou, zvrací, mají neklidný spánek, průjem a horečku. |
| nervios                       | Latinská Amerika                                                      | Jiný název pro stres. Pojem označuje buď všeobecně sníženou odolnost vůči stresujícím životním událostem, nebo syndrom, který vznikl jejich následkem. |
| pibloktoq                     | Eskymáci                                                              | Bizarní psychomotorika, svlékání do naha v prudkých mrazech, napodobování zvuků ptáků a zvířat, echolálie, echopraxie. |
| qi-gong psychotic reaction    | Čína                                                                  | Akutní, časově omezená příhoda charakterizovaná disociativními, paranoidními nebo jinými psychotickými či nepsychotickými symptomy, které se vyskytnou následkem čínského tradičního cvičení qi-gong pro zdraví.                                                                                     |
| rootwork                      | jih Spojených států, Karibik                                          | Lidová magie a spiritualita. Interpretace nemoci z očarování, magie nebo uhranutí jinou osobou. Mezi symptomy patří především úzkost a gastrointestinální obtíže, slabost atd. |
| sangue dormido                | Kapverdy                                                              | („spící krev“) Zahrnuje bolest, strnulost, třes, paralýzu, křeče, slepotu aj. |
| shenjing shuairuo             | Čína                                                                  | Neurastenie, symptomy z vyčerpání energetických zásob centrálního nervového systému (vyčerpání, dysplexie…). |
| shen-k'uei, shenkui           | Čína, Tchaj-wan                                                       | Somatické symptomy a anxieta, údajně způsobené ztrátou semene. Sexuální dysfunkce, insomnie, únava, závratě a bolení těla. |
| shin-byung                    | Korea                                                                 | Posednutí bohem, postihuje šamany. Projevuje se nechutenstvím, insomnií a vizuálními a auditivními halucinacemi. |
| spell                         | jih Spojených států                                                   | Stav transu, ve kterém jedinci komunikují se zesnulými příbuznými nebo s dušemi obecně. Tento stav je doprovázen krátkodobou změnou osobnosti. |
| susto                         | Latinská Amerika, Mexiko, Střední Amerika, Jižní Amerika              | Spirituální útok, hrůza a chronické somatické utrpení způsobené emocioálním traumatem či zážitkem traumatických prožitků jiných. Nervozita, narušení chuti k jídlu, nespavost, deprese. |
| taidžin kjófušó               | Japonsko                                                              | Strach z interpersonálních vztahů – sociální fobie a anxieta. Vyhýbání se sociálním situacím, zrychlený tep, zadýchání, panické záchvaty. |
| zar                           | Etiopie, Somálsko, Egypt, Súdán, Írán, severní Afrika, Střední Východ | Víra v posednutí zlým démonem zar. Označují zar jako zdroj všech mentálních poruch. |